# 파크군 (와이오밍주)

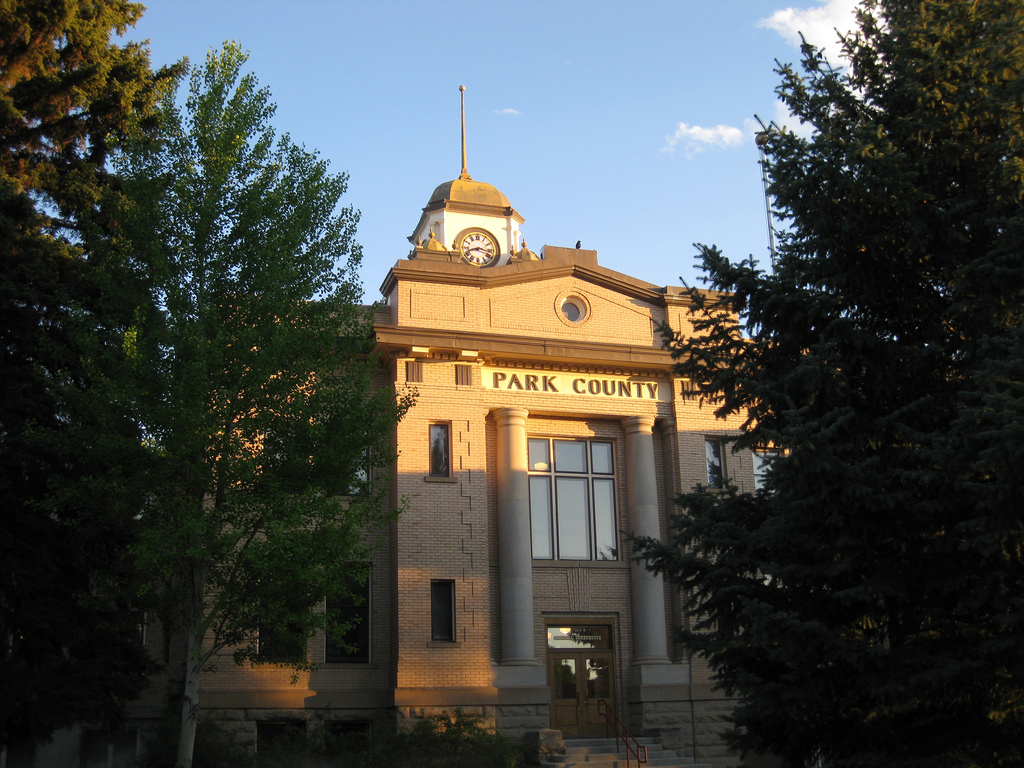

파크군 또는 파크 카운티(Park County)는 미국 와이오밍주에 위치한 군이다. 2010년 기준으로 이 지역의 인구 수는 총 28,205명이다. 2019년 추산으로 이 지역의 총 인구 수는 29,194명이다.

## 인구
| 인구조사                                | 인구   | Note  | %±    |
| --------------------------------------- | ------ | ----- | ----- |
| 1910년                                  | 4,909  |       | —     |
| 1920년                                  | 7,298  |       | 48.7% |
| 1930년                                  | 8,207  |       | 12.5% |
| 1940년                                  | 10,976 |       | 33.7% |
| 1950년                                  | 15,182 |       | 38.3% |
| 1960년                                  | 16,874 |       | 11.1% |
| 1970년                                  | 17,752 |       | 5.2%  |
| 1980년                                  | 21,639 |       | 21.9% |
| 1990년                                  | 23,178 |       | 7.1%  |
| 2000년                                  | 25,786 |       | 11.3% |
| 2010년                                  | 28,205 |       | 9.4%  |
| 2019 (추산)                             | 29,194 | [ 1 ] | 3.5%  |
| US Decennial Census 1870–2000 2010–2016 |        |       |       |

## 같이 보기
- 와이오밍주